# هفتمین جشن سینمای ایران
هفتمین دوره جشن خانه سینمای ایران در تاریخ ۲۲ شهریور ماه ۱۳۸۲ در تالار وحدت برگزار شد.

## تعداد نامزدها و برنده‌ها
فیلمهایی که در چند رشته کاندیدای دریافت تندیس بودند:
| رقص در غبار          | ۹ |
| فرش باد              | ۹ |
| واکنش پنجم           | ۹ |
| شبهای روشن           | ۸ |
| اینجا چراغی روشن است | ۶ |
| قارچ سمی             | ۶ |
| جنایت                | ۵ |
| نفس عمیق             | ۵ |
| دیوانه‌ای از قفس پرید | ۵ |
| قطار کودکی           | ۴ |
| دنیا                 | ۳ |
| این زن حرف نمی‌زند    | ۳ |

فیلمهایی که موفق به دریافت چند تندیس شدند:
| رقص در غبار          | ۴ |
| شبهای روشن           | ۴ |
| فرش باد              | ۲ |
| واکنش پنجم           | ۲ |
| دیوانه‌ای از قفس پرید | ۲ |

## جوایز[۲][۳][۴][۵][۶][۷]
| تندیس بهترين فيلم - ایرج تقی‌پور – رقص در غبار - حسن توکل‌نیا – جنایت - غلامرضا گمرکی – این زن حرف نمی‌زند - حسین زندباف – شبهای روشن - امیر سمواتی – نفس عمیق | فیلم برگزیده انجمن منتقدان و نویسندگان سینمایی ایران - کمال تبریزی – فرش باد - رضا میرکریمی – اینجا چراغی روشن است - احمدرضا معتمدی – دیوانه‌ای از قفس پرید - اصغر فرهادی – رقص در غبار - رسول ملاقلی‌پور – قارچ سمی                |
| تندیس بهترين کارگردانی - محمدعلی سجادی – جنایت - احمد امینی – این زن حرف نمی‌زند - فرزاد مؤتمن – شبهای روشن - فریدون جیرانی – صورتی - تهمینه میلانی – واکنش پنجم | تندیس بهترين فیلمنامه - اصغر فرهادی، محمدرضا فاضلی، علیرضا بذرافشان – رقص در غبار - سعید عقیقی – شبهای روشن - فریدون جیرانی – صورتی - فرهاد توحیدی – دنیا - پرویز شهبازی – نفس عمیق                                               |
| تندیس بهترين بازیگر زن - هانیه توسلی – شبهای روشن - کتایون ریاحی – این زن حرف نمی‌زند - فریبا کامران – فرش باد - نیکی کریمی – واکنش پنجم - مریم پالیزبان – نفس عمیق | تندیس بهترين بازیگر مرد - فرامرز قریبیان – رقص در غبار - شهرام حقیقت‌دوست – جنایت - حبیب رضایی – اینجا چراغی روشن است - رضا کیانیان – فرش باد - جمشید هاشم‌پور – واکنش پنجم                                                         |
| تندیس بهترين بازیگر زن نقش مکمل - گوهر خیراندیش – واکنش پنجم - گوهر خیراندیش – دنیا - مریم بوبانی – فرش باد - رویا تیموریان – تیک - رویا تیموریان – قارچ سمی | تندیس بهترين بازیگر مرد نقش مکمل - جمشید مشایخی – بانوی من - سعید پورصمیمی – اینجا چراغی روشن است - امین حیایی – عروس خوش‌قدم - سیروس ابراهیم‌زاده – عشق فیلم - شهاب حسینی – واکنش پنجم                                             |
| تندیس بهترين فيلمبرداری - جمشید الوندی – شبهای روشن - حمید خضوعی‌ابیانه – اینجا چراغی روشن است - فرج‌الله حیدری – عطش - عزیز ساعتی – کلاه‌قرمزی و سروناز - علیرضا زرین‌دست – واکنش پنجم | تندیس بهترين تدوین - حسین زندباف – شبهای روشن - سعید شاهسواری – رقص در غبار - شهرزاد پویا – واکنش پنجم - نازنین مفخم – دنیا - بهرام دهقان – قارچ سمی                                                                              |
| تندیس بهترين موسیقی متن - مجید انتظامی – دیوانه‌ای از قفس پرید - حمیدرضا صدری – رقص در غبار - پیمان یزدانیان – فرش باد - کارن همایون‌فر – تیک - ناصر چشم‌آذر – قارچ سمی | تندیس بهترين چهره‌پردازی - محسن ملکی – رای باز - عبدالله اسکندری، علی سام‌خواه – اینجا چراغی روشن است - مهرداد میرکیانی، علی بهرامیان – رقص در غبار - عبدالله اسکندری – عروس خوش‌قدم - فرامرز بهرام‌پور، جلال‌الدین معیریان – قارچ سمی |
| تندیس بهترین طراحی صحنه - محسن شاه‌ابراهیمی – شبهای روشن - کیوان مقدم – جنایت - ایرج رامین‌فر – دیوانه‌ای از قفس پرید - مجید میرفخرایی – فرش باد - اصغر نژادایمانی، محمد گنجعلی – قطار کودکی | تندیس بهترین طراحی لباس - ایرج رامین‌فر – دیوانه‌ای از قفس پرید - کیوان مقدم – جنایت - محسن شاه‌ابراهیمی – شبهای روشن - مجید میرفخرایی – فرش باد - اصغر نژادایمانی'، محمد گنجعلی – قطار کودکی                                        |
| تندیس بهترین صدابرداری - حسن زاهدی – رقص در غبار - بهروز معاونیان – فرش باد - مهران ملکوتی، فرخ فدایی – قطار کودکی - پرویز آبنار – واکنش پنجم - بهمن بنی‌اردلان – نفس عمیق | تندیس بهترین صداگذاری و میکس - مسعود بهنام – فرش باد - محمدرضا دلپاک – بهشت جای دیگری است - مسعود بهنام – رقص در غبار - چنگیز صیاد – قطار کودکی - بهمن بنی‌اردلان – نفس عمیق                                                       |
| تندیس بهترین کیفیت لابراتواری در یک فیلم سینمایی - لابراتوار صدا و سیمای جمهوری اسلامی ایران – واکنش پنجم - فیلمساز – اینجا چراغی روشن است - لابراتوار صدا و سیمای جمهوری اسلامی ایران – دیوانه‌ای از قفس پرید - مرکز خدمات سینمایی صنایع فیلم ایران – عشق فیلم - لابراتوار صدا و سیمای جمهوری اسلامی ایران – قارچ سمی | تندیس افتخار خانه سینما - زنده‌یاد مهرزاد مینویی - هوشنگ کاووسی - ژاله علو - حسین میرکیانی - مازیار پرتو |
| تندیس بهترین فیلم مستند - نوشین خدامی – آخرین تیر آرش | تندیس بهترین کارگردانی فیلم مستند - مهدی نادری – گزارش زیرخاکی |
| تندیس بهترین فیلم انیمیشن - فرشید شفیعی – پیاده‌رو | تندیس بهترین فیلم کوتاه داستانی - شهرام شاه‌حسینی – به طعم خاک |